# Vlag van Bács-Kiskun

Vlag van Bács-Kiskun
(ratio 1:2)

De vlag van Bács-Kiskun werd op 10 oktober 1991 aangenomen als de vlag van de Hongaarse comitaat Bács-Kiskun. De vlag bestaat uit twee even hoge banen blauw en wit met het wapen in het midden. De kleuren komen uit het wapen.
Het wapen is een samenvoeging van het oude wapens van Bács en Kiskun. Het oude comitaat Bács werd in 1699 van de Turken bevrijd en als Bačka ondergebracht in Vojvodina. Datzelfde jaar verleende keizer Leopold I van het Heilige Roomse Rijk aan Bačka een wapen, bestaande uit een blauw veld met een groene schildvoet met daarop Sint-Paulus met zwaard en boek. De apostel symboliseerde terugkeer van de Christelijke religie in Bačka. Volgens rooms-katholieke overlevering werd Sint-Paulus in Rome onthoofd, vandaar het zwaard als attribuut van de Heilige. Ook een boek en blote voeten (navolging van Christus) horen tot de attributen van de Heilige. Toen een deel van Bačka in 1860 bij Hongarije kwam, werd het wapen gehandhaafd. Na de ontvolking door de Mongoolse invasies werden in 1246 de Koemanen binnengehaald om de Hongaarse vlakte weer te bevolken. Dit van origine Oost-Turkse volk had de Hongaarse koning geholpen in de strijd tegen de Mongolen. Tot 1867 hebben de Koemanen een min of meer autonoom gebied binnen Hongarije bewoond, waar ze speciale privileges hadden.
Daarvoor moesten ze wel krijgslieden leveren. In 1746 ontvingen ze van keizerin Maria Theresia een wapen bestaande uit een dappere krijgsman met getrokken zwaard in de rechterhand. De twee golvende balken in de voet van het schild staan voor de rivieren de Donau en de Tisza.